# أنطونيو لويز دا سيلفا مانسو
أنطونيو لويز دا سيلفا مانسو (1788-1848) (بالإنجليزية: António Luiz Patricio da Silva Manso)‏ هو عالم نبات وطبيب وسياسي برازيلي. ولد سيلفا مانسو في كامبيناس في البرازيل. وكان سيلفا مانسو خبيراً في البذريات، وأول شخص وصف جنس الكيابون ونوع كيابون ساو كايتانو. وقد سمى جنس الكيابون نسبةً لشعب الكيابو الأصلي في البرازيل. المانسوة وهي جنس من الشجيرات المتسلقة سمي تكريماً له. بدأ حياته بالعمل كرسام مثل والده. ثم بدأ دراسة علم النبات في عام 1819 وأصبح طبيباً مرخصاً في 1820. وكان أيضا عضواً في الجمعية العامة البرازيلية في فترة 1834-1837. انخرط في النضال من أجل الاستقلال البرازيلي مما أدى إلى مقتله في يناير كانون الثاني عام 1848.

## نباتات وصفها أنطونيو لويز دا سيلفا مانسو
- تابوبيا ذهبية
- جكراندة مقرمزة
- كيابون
- كيابون ساو كايتانو